# Basiliscus basiliscus
El basilisco común (Basiliscus basiliscus) es un lagarto nativo de América Central.
Tiene la notable habilidad de ser capaz de caminar sobre la superficie del agua. Sus patas posteriores están provistas de unos lóbulos dérmicos que funcionan como aletas, los cuales aumentan la superficie de apoyo sobre el agua. Estos son enrollados cuando el animal camina por tierra. Si el animal afronta el peligro, comienza a correr muy rápidamente sobre la superficie de un río o un lago, entonces las aletas de sus pies traseros se abren permitiendo aumentar su superficie de apoyo y así correr sobre el agua. Sin embargo, al decrecer su velocidad, el basilisco se hunde y tiene que nadar del modo normal como cualquier otro lagarto.
En algunos lugares de México es también llamado "teterete" o "toloque". En algunas zonas de Costa Rica se le conoce con el nombre de "cherepo" o "gallego". En El Salvador, se conoce como "tenguereche". En Panamá es llamado "moracho" o "meracho".

## Ubicación geográfica y hábitat
El basilisco común vive desde el sur de México hasta Venezuela; se encuentra en las selvas tropicales en toda América Central y en el noroeste de América del Sur, generalmente en elevaciones bajas, desde el nivel del mar hasta los 600 metros (2,000 pies). En Costa Rica, este basilisco se puede encontrar tan alto como los 1,200 metros (3,900 pies) en algunos lugares. La especie abarca desde el suroeste de Nicaragua hasta el noroeste de Colombia en el lado del Pacífico, y desde el centro de Panamá hasta el noroeste de Venezuela en el lado del Atlántico. En Costa Rica, se encuentra principalmente en el lado del Pacífico del país. La especie equivalente en el lado del Atlántico es el basilisco verde (Basiliscus plumifrons), que ocupa hábitats similares y tiene una biología similar.

## Depredadores
El basilisco común tiene muchos depredadores naturales: grandes reptiles, aves y algunos mamíferos. Para evitar a los depredadores, puede ocultarse debajo de las hojas en el suelo del bosque y puede permanecer inmóvil durante mucho tiempo. Sin embargo, cuando el basilisco común debe huir, su habilidad de correr sobre el agua puede ayudarlo a evitar muchos depredadores, y cuando el basilisco común ya no puede correr sobre el agua, utilizará sus fuertes capacidades de natación para continuar bajo el agua.

## Galería de imágenes

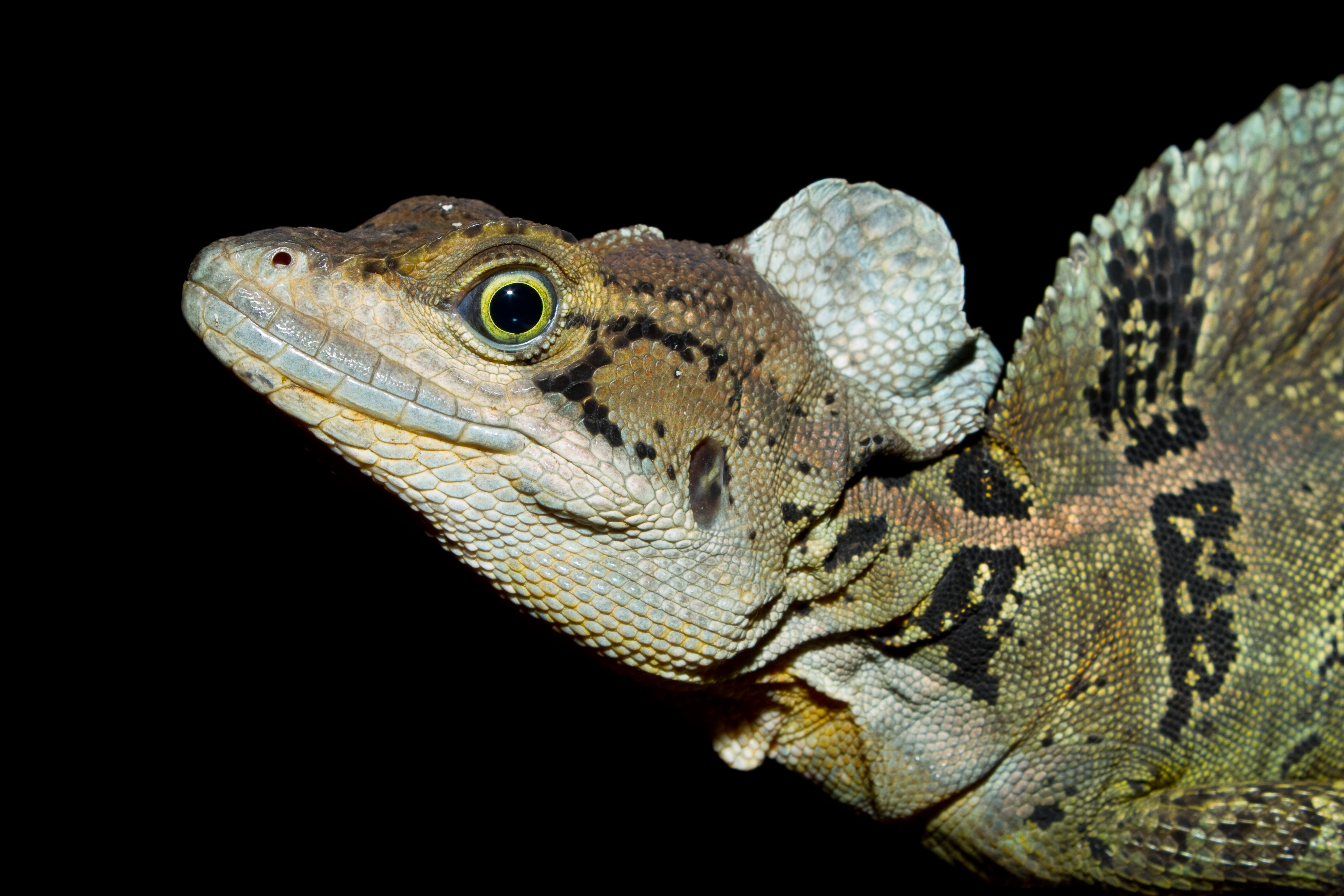
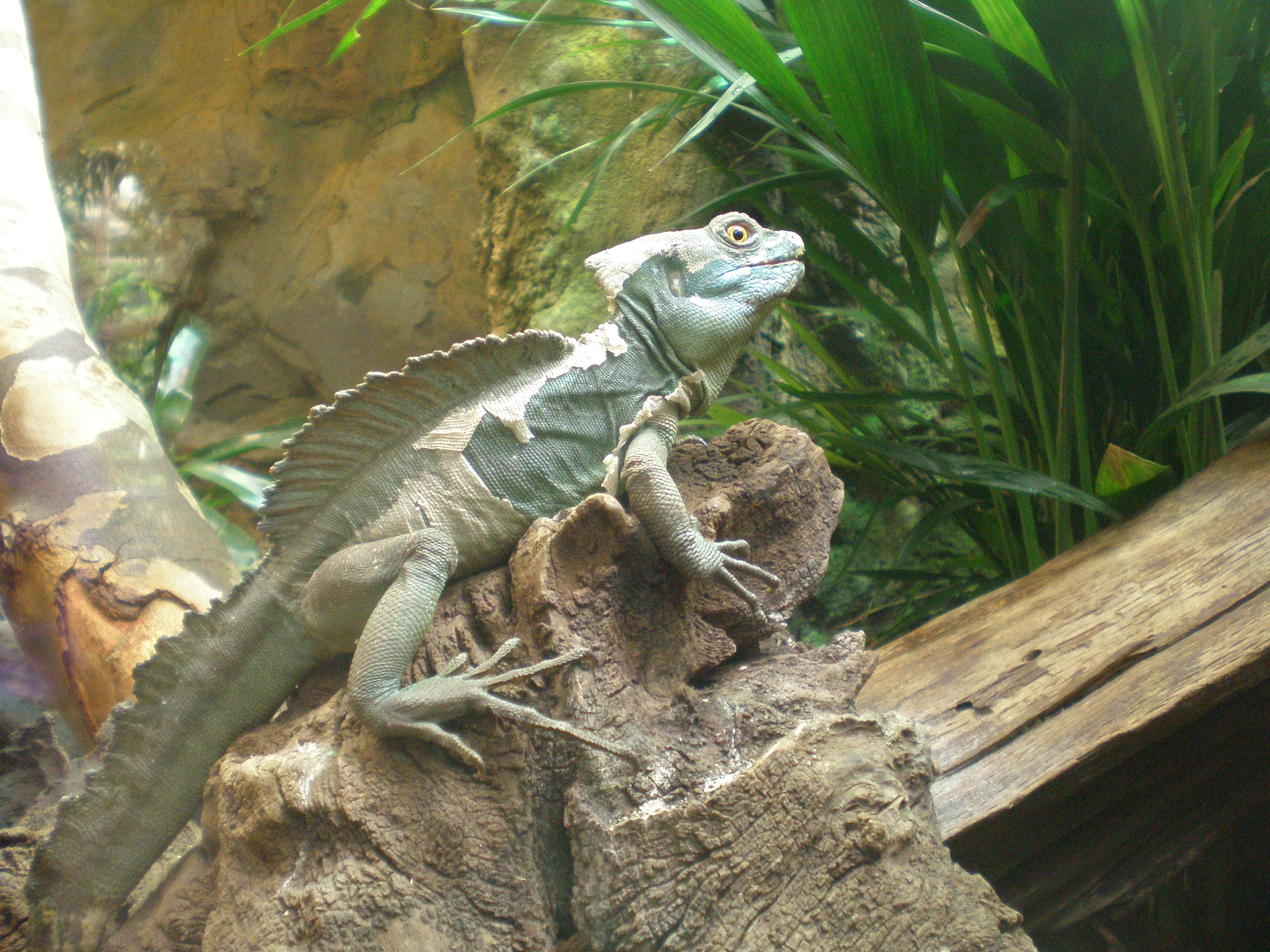
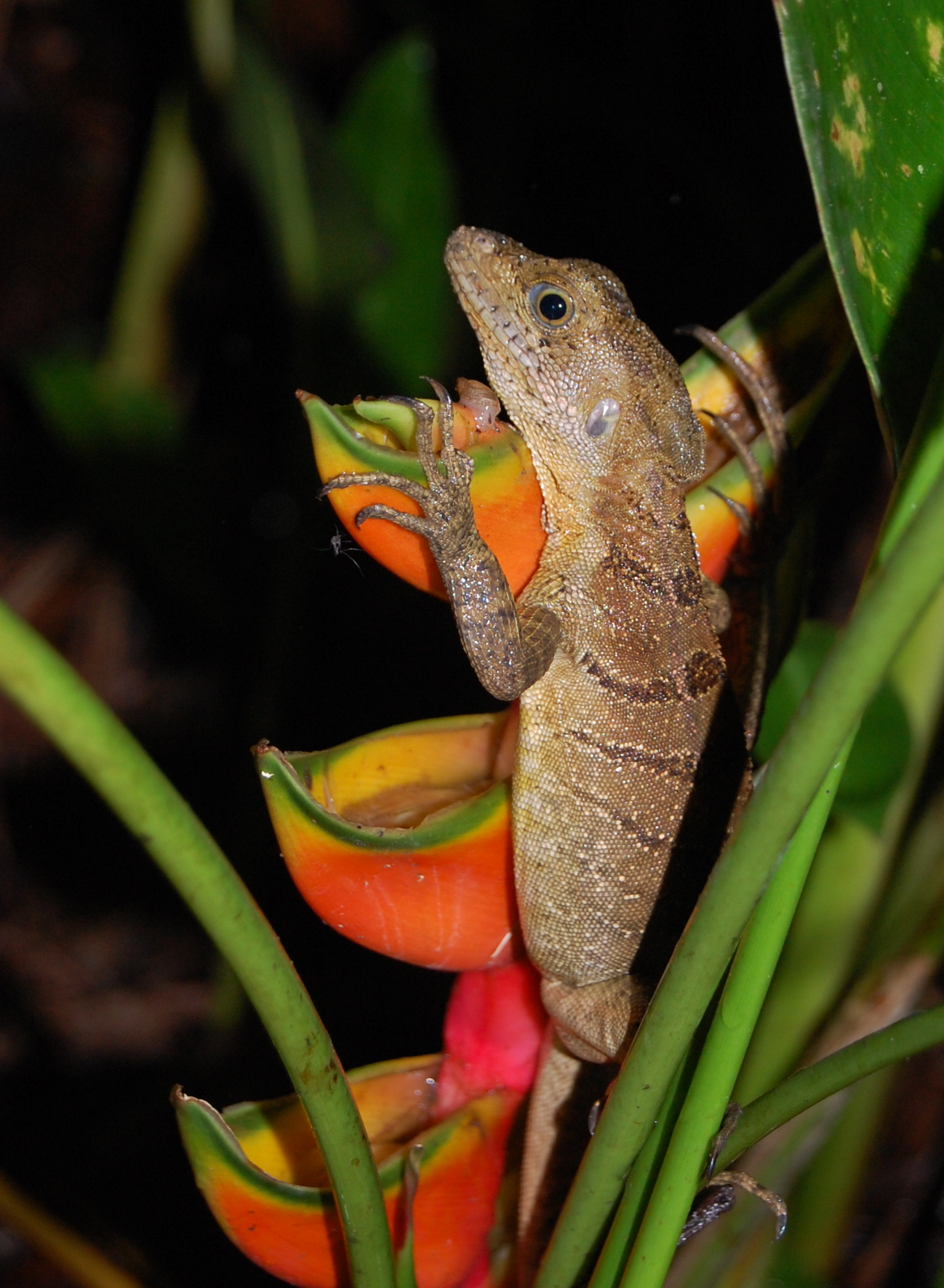
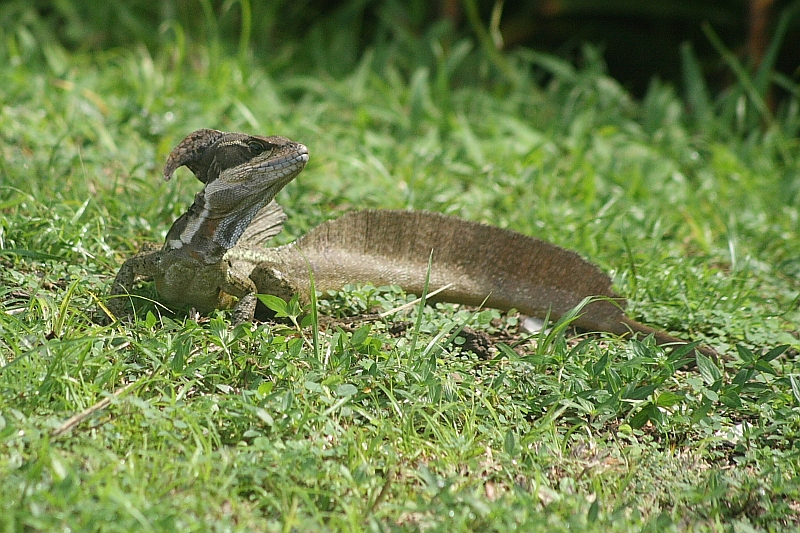
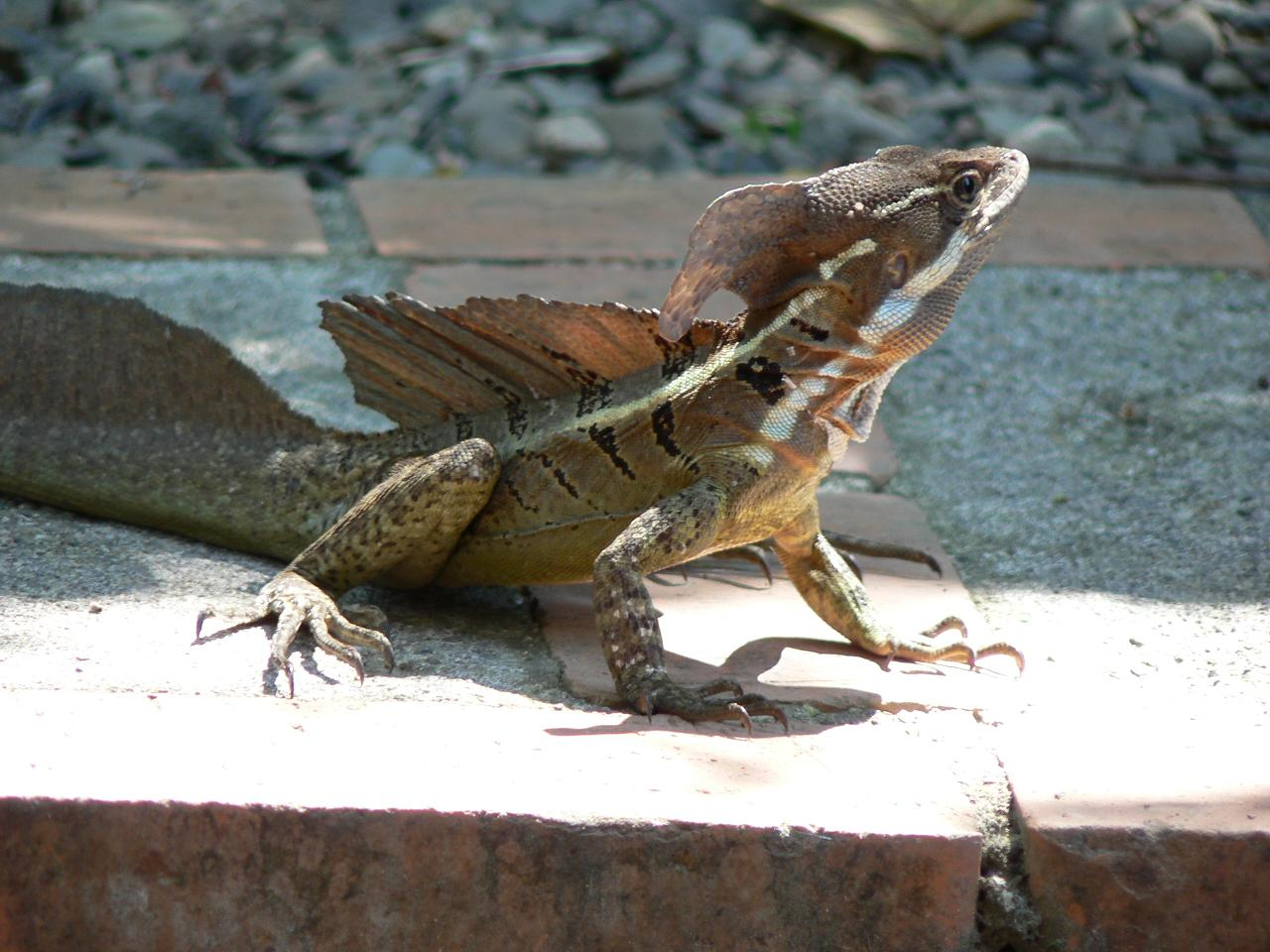

- Basilisco común corriendo sobre el agua